# Pabel Bellido Miranda
Pabel Bellido Miranda es un político peruano. Fue alcalde del distrito de Paras entre 2003 y 2006 y de la provincia de Cangallo entre 2015 y 2018.
Nació en el distrito de Paras, provincia de Cangallo, departamento de Ayacucho, el 28 de septiembre de 1978, hijo de Néstor Bellido Arango y Sofia Miranda Huancari. Cursó sus estudios primarios y parte de los secundarios en su localidad natal, terminando los secundarios en la Gran Unidad Escolar Mariscal Cáceres de la ciudad de Ayacucho. Entre 1997 y 2011 siguió estudios superiores de Ingeniería Agrícola en la Universidad Nacional de San Cristóbal de Huamanga.
Participó en las elecciones municipales del 2002 siendo elegido como alcalde del distrito de Paras por el partido Fuerza Democrática con el 23.902% de los votos. En las elecciones del del 2006 y 2010 tentó su elección como alcalde de la provincia de Cangallo por los partidos Unión por el Perú y Musuq Ñan respectivamente, sin éxito. Participó en las elecciones municipales del 2014 logró, finalmente, ser elegido como alcalde provincial por el movimiento Musuq Ñan. Participó en las elecciones regionales del 2018 como candidato a gobernador regional de Ayacucho por el movimiento "Desarrollo Integral Ayacucho" sin obtener la elección.